# 藤田浩雅
藤田 浩雅（ふじた ひろまさ、1961年10月3日 - ）は、静岡県裾野市出身の元プロ野球選手（捕手）・コーチ。

## 来歴・人物

### プロ入り前
家業の食堂は何度も傾き、食うや食わずの生活をしてきた。御殿場西高校では2年先輩の杉本正とバッテリーを組んでいた1年先輩の捕手が投手にコンバートされたため、1年次の1977年秋に捕手へ転向。高校卒業後は大昭和製紙への入社を希望するも断念し、1980年に関東自動車工業へ入社。3年目の1982年には都市対抗にヤマハ発動機の補強選手で出場してベスト8入りに貢献し、打撃は粗削りであったが、その強肩に広島、阪急などが目をつけた。特に阪急は衰えが目立つようになった中沢伸二の後継としてリストアップし、同年のドラフト3位で阪急ブレーブスに入団。

### 阪急・オリックス時代
1983年は主に二軍で河村健一郎バッテリーコーチに鍛えられて一軍出場は6試合に終わったが、秋季キャンプでは「バットを見るのが嫌になるくらい」振り込みを続け、フォームを改造。
1984年には衰えを隠せなくなっていた中沢伸二から正捕手の座を奪い、最終的に98試合出場でリーグトップの守備率.992・盗塁阻止率.423をマーク。打撃では打率.287で83安打ながら22本塁打の好成績を残し、リードでも2桁勝利投手を4人送り出したほか、チーム防御率もリーグ唯一の3点台（3.72）を記録。「走ってこないかな」と手ぐすね引くほど強肩には自信があり、リードはエースの山田久志ら大ベテランに鍛えられた。山田とのバッテリーでは、主に山田が配球を考え、カーブのサインに対しては遅いカーブ、速いカーブと投げ分けた。リードの醍醐味を覚えたのが星野伸之とのバッテリーで、星野はMAX135km/hのストレートにカーブ、フォークの3種類しかなかったが、西武の清原和博をして「星野と藤田のバッテリーは読みづらい」と言わしめている。同年のリーグ優勝に貢献して新人王・ベストナイン・ダイヤモンドグラブ賞を受賞し、その後も正捕手としてチームを支えた。外国人投手とバッテリーを組むことが多く、抑え投手のアニマル・レスリーから（スキンシップとして）パンチを食らうことも頻繁にあった。「アイツのハングリー精神には頭が下がる」と阪急首脳陣全員が認めるガッツマンで、殴られても蹴られても耐える姿に上田利治監督も岡田栄球団社長も「1発殴られて何点とか、査定する時にはプラスのポイントをつけなければいかんな」とシーズン中から口をそろえて慰謝料を約束したが、1986年オフの契約更改では点数に入っていなかった。藤田曰く「アニマルが投げる時はフォームも大きいし、意外と神経質だから神経もずい分使った。リードにも苦心しましたよ。それが認められなかったようで…」と複雑な表情を浮かべたが、当時12球団のレギュラー捕手は西武・伊東勤、巨人・山倉和博の3300万円を筆頭に2000万円台が当たり前であった。4年目とはいえ、藤田はレギュラー捕手としては12球団で一番薄給であった。欠場したのは僅か4試合で、シーズン中には右手の3針縫う怪我をし、バットが満足に振れなくても、スローイングができなくても、チームのためにと出場を続けても、評価は低かった。藤田は「他球団の捕手と比べてもあまりにも差がありすぎる。もう少し捕手の立場を理解してほしい」と訴え、「こうなったらアニマルに慰謝料でも請求しようかな」と半分冗談、半分本気で言い残して事務所を後にした。口約束とはいえ、監督、球団社長自ら慰謝料を用意するといった以上、査定担当者も見直しせざるを得なかった。2回目の交渉で前回より100万円多い1250万円を提示されようやくサインし、希望額に50万円足りなかったが、藤田は女房の苦労を分かってくれれば、それで良かった。
1985年には土佐キャンプ初日で強擦プレーの練習中、弓岡敬二郎からの送球を落球。上田に「なにやっとるんじゃ」と激怒され、尻を左足で蹴り上げられている。
1988年6月18日の南海戦（西宮）で吉田豊彦から日本プロ野球史上5人目となる代打逆転サヨナラ満塁本塁打を放つ。
1989年は故障もあり、若手の中嶋聡に正捕手を奪われた。ただし、中嶋が正捕手となってからも、ガイ・ホフマンやドン・シュルジーが先発する時はスタメンに起用されていた。
1991年シーズン終了後に同じポジションの高田誠との交換トレードで読売ジャイアンツに移籍。藤田元司監督が3年越しのラブコールを送り、まとめた話であった。

### 巨人時代
巨人では2番手捕手として期待されたが、大久保博元の加入により二軍生活が続き出場機会に恵まれなかった。
1994年8月13日の阪神戦（東京D）では、桑田真澄とバッテリーを組みセ・リーグタイ記録の16奪三振（毎回奪三振も記録）完封試合に、最後までマスクを被って貢献し打撃でも2打点を挙げた。9月10日の広島戦（東京D）では大量ビハインドで守備で途中出場し、8回裏には井上祐二からソロ本塁打を打った。これが結果的に現役最後の出場となった。
1995年は一軍に昇格することがなかった。
1996年は5月から二軍コーチ兼任となり事実上現役を引退。

### 引退後
引退後も巨人一筋で、二軍バッテリーコーチ（1997年, 2004年 - 2005年, 2008年 - 2009年）・フロント（1998年 - 2002年, 2006年）・ブルペン捕手（2003年）・育成担当コーチ（2007年）・二軍育成コーチ（2010年）を務めた。
2011年からは合宿所の寮長。
2013年4月現在の役職はファンサービス部課長。コーチ時代は親身かつ熱心な指導に定評があり、寮長時代は清武英利球団代表に「君がルールだから」と了承を得て、門限繰り上げ・夕食の義務化・自室での禁煙と規則を厳格化した。違反すれば「外出禁止。1ヶ月とか甘いものではなく、3ヶ月、半年、1年だってある」とし、さらには「場合によっては手を出すこともある。新人選手の親御さんには伝えた」と鉄拳制裁も辞さない構えであった。
2024年現在はチームスタッフ（育成チーム）を務めている。

## 詳細情報

### 年度別打撃成績
| 年 度      | 球 団           | 試 合 | 打 席 | 打 数 | 得 点 | 安 打 | 二 塁 打 | 三 塁 打 | 本 塁 打 | 塁 打 | 打 点 | 盗 塁 | 盗 塁 死 | 犠 打 | 犠 飛 | 四 球 | 敬 遠 | 死 球 | 三 振 | 併 殺 打 | 打 率 | 出 塁 率 | 長 打 率 | O P S |
| ---------- | --------------- | ----- | ----- | ----- | ----- | ----- | -------- | -------- | -------- | ----- | ----- | ----- | -------- | ----- | ----- | ----- | ----- | ----- | ----- | -------- | ----- | -------- | -------- | ----- |
| 1983       | 阪急 オリックス | 6     | 8     | 7     | 0     | 2     | 0        | 0        | 0        | 2     | 0     | 0     | 0        | 0     | 0     | 1     | 0     | 0     | 0     | 0        | .286  | .375     | .286     | .661  |
| 1984       | 阪急 オリックス | 98    | 326   | 289   | 45    | 83    | 12       | 0        | 22       | 161   | 69    | 3     | 1        | 8     | 3     | 25    | 1     | 1     | 45    | 6        | .287  | .343     | .557     | .900  |
| 1985       | 阪急 オリックス | 118   | 396   | 350   | 40    | 76    | 13       | 0        | 11       | 122   | 53    | 0     | 2        | 13    | 5     | 25    | 0     | 3     | 69    | 12       | .217  | .272     | .349     | .620  |
| 1986       | 阪急 オリックス | 126   | 460   | 419   | 52    | 106   | 16       | 1        | 18       | 178   | 53    | 0     | 0        | 13    | 3     | 22    | 0     | 3     | 69    | 15       | .253  | .293     | .425     | .718  |
| 1987       | 阪急 オリックス | 104   | 281   | 260   | 22    | 61    | 7        | 0        | 9        | 95    | 44    | 0     | 1        | 9     | 3     | 6     | 0     | 3     | 36    | 13       | .235  | .257     | .365     | .623  |
| 1988       | 阪急 オリックス | 83    | 217   | 194   | 15    | 34    | 6        | 0        | 5        | 55    | 25    | 0     | 1        | 9     | 0     | 13    | 1     | 1     | 20    | 7        | .175  | .231     | .284     | .514  |
| 1989       | 阪急 オリックス | 58    | 96    | 90    | 7     | 18    | 4        | 1        | 0        | 24    | 6     | 0     | 0        | 3     | 0     | 3     | 0     | 0     | 10    | 5        | .200  | .226     | .267     | .492  |
| 1990       | 阪急 オリックス | 65    | 176   | 157   | 16    | 39    | 5        | 0        | 6        | 62    | 17    | 1     | 2        | 5     | 0     | 13    | 0     | 1     | 26    | 6        | .248  | .310     | .395     | .705  |
| 1991       | 阪急 オリックス | 27    | 47    | 43    | 3     | 9     | 3        | 0        | 0        | 12    | 5     | 0     | 0        | 1     | 0     | 2     | 0     | 1     | 10    | 0        | .209  | .261     | .279     | .540  |
| 1992       | 巨人            | 26    | 44    | 41    | 3     | 8     | 1        | 0        | 0        | 9     | 4     | 0     | 0        | 0     | 0     | 3     | 0     | 0     | 5     | 1        | .195  | .250     | .220     | .470  |
| 1993       | 巨人            | 7     | 8     | 8     | 0     | 1     | 1        | 0        | 0        | 2     | 0     | 0     | 0        | 0     | 0     | 0     | 0     | 0     | 2     | 0        | .125  | .125     | .250     | .375  |
| 1994       | 巨人            | 7     | 8     | 7     | 1     | 2     | 1        | 0        | 1        | 6     | 3     | 0     | 0        | 0     | 0     | 1     | 0     | 0     | 0     | 0        | .286  | .375     | .857     | 1.232 |
| 通算：12年 | 通算：12年      | 725   | 2067  | 1865  | 204   | 439   | 69       | 2        | 72       | 728   | 279   | 4     | 7        | 61    | 14    | 114   | 2     | 13    | 292   | 65       | .235  | .282     | .390     | .673  |

- 阪急（阪急ブレーブス）は、1989年にオリックス（オリックス・ブレーブス）に球団名を変更

### 年度別守備成績
| 年 度 | 球 団           | 捕手  | 捕手  | 捕手  | 捕手  | 捕手  | 捕手  | 捕手     | 捕手     | 捕手     | 捕手     | 捕手     |
| 年 度 | 球 団           | 試 合 | 刺 殺 | 捕 殺 | 失 策 | 併 殺 | 捕 逸 | 守 備 率 | 企 図 数 | 許 盗 塁 | 盗 塁 刺 | 阻 止 率 |
| ----- | --------------- | ----- | ----- | ----- | ----- | ----- | ----- | -------- | -------- | -------- | -------- | -------- |
| 1983  | 阪急 オリックス | 6     | 9     | 3     | 0     | 0     | 0     | 1.000    | 3        | 0        | 3        | 1.000    |
| 1984  | 阪急 オリックス | 97    | 453   | 42    | 4     | 7     | 3     | .992     | 71       | 41       | 30       | .423     |
| 1985  | 阪急 オリックス | 117   | 573   | 48    | 8     | 6     | 4     | .987     | 91       | 67       | 24       | .264     |
| 1986  | 阪急 オリックス | 126   | 694   | 62    | 4     | 11    | 4     | .995     | 128      | 92       | 36       | .281     |
| 1987  | 阪急 オリックス | 103   | 478   | 57    | 5     | 7     | 3     | .991     | 95       | 66       | 29       | .305     |
| 1988  | 阪急 オリックス | 78    | 341   | 28    | 2     | 8     | 2     | .995     | 42       | 30       | 12       | .286     |
| 1989  | 阪急 オリックス | 55    | 174   | 20    | 1     | 4     | 2     | .995     | 32       | 23       | 9        | .281     |
| 1990  | 阪急 オリックス | 62    | 311   | 32    | 6     | 7     | 1     | .983     | 50       | 33       | 17       | .340     |
| 1991  | 阪急 オリックス | 23    | 70    | 8     | 2     | 2     | 1     | .975     | 10       | 7        | 3        | .300     |
| 1992  | 巨人            | 16    | 70    | 9     | 0     | 0     | 1     | 1.000    | 10       | 5        | 5        | .500     |
| 1993  | 巨人            | 6     | 28    | 0     | 0     | 0     | 1     | 1.000    | 2        | 2        | 0        | .000     |
| 1994  | 巨人            | 7     | 26    | 2     | 0     | 0     | 0     | 1.000    | 1        | 0        | 1        | 1.000    |
| 通算  | 通算            | 696   | 3227  | 311   | 32    | 52    | 22    | .991     | 535      | 366      | 169      | .316     |

- 各年度の太字はリーグ最高
- 太字年はダイヤモンドグラブ賞の受賞

### 表彰
- 新人王（1984年）
- ベストナイン：1回 （1984年）
- ダイヤモンドグラブ賞：1回 （1984年）

### 記録
- 初出場：1983年9月2日、対西武ライオンズ20回戦（阪急西宮球場）

### 背番号
- 25 （1983年 - 1991年）
- 38 （1992年 - 1995年）
- 68 （1996年）
- 86 （1997年）
- 108 （2003年）
- 85 （2004年 - 2005年）
- 111 （2007年）
- 71 （2008年 - 2010年）

## 関連情報

### 出演
ラジオ番組
- 武田和歌子のぴたっと。（ABCラジオ、2015年3月12日） - 「福本豊のあの人は今 元・プロ野球選手名鑑」に電話出演。